# Chionaema barisana
Chionaema barisana är en fjärilsart som beskrevs av Ulrich Roesler 1976. Chionaema barisana ingår i släktet Chionaema och familjen björnspinnare. Inga underarter finns listade i Catalogue of Life.